# HK INA Sisak
Le HK INA Sisak est un club de hockey sur glace de Sisak en Croatie. Il évolue dans le Championnat de Croatie de hockey sur glace.

## Historique
Le club est fondé en 1934.

## Palmarès
- Aucun titre.